# Saint-Lazare
Saint-Lazare, también conocida como Saint-Lazare-de-Vaudreuil, es una ciudad de la provincia de Quebec en Canadá. Se encuentra en el municipio regional de condado (MRC) de Vaudreuil-Soulanges y a su vez, en la región de Vallée-du-Haut-Saint-Laurent en Montérégie.

## Geografía
Saint-Lazare se encuentra en la parte norte del MRC de Vaudreuil-Soulanges, al sureste de Rigaud. Limita al norte con Fief-Choisy y Hudson, al este con Vaudreuil-Dorion, al sureste con Les Cèdres, al suroeste con Saint-Clet y al oeste con Sainte-Marthe. Su superficie total es de 67,35 km², de los cuales 66,91 km² son tierra firme. Saint-Lazare está ubicado en la meseta de Saint-Lazare. El territorio es cubierto de bosque.

## Urbanismo
El territorio de Saint-Lazare es ocupado principalmente por la función residencial al centro y al este, y por grangas equinas al oeste. Los barrios de Saint-Lazare son Saint-Lazare-de-Vaudreuil (centro), Boisé-Colonial, Cedarbrook, Chanterel, Forest Hill, Frontenac, Grand-Pré, Green Maple Hill, Maple Ridge, Pine Ridge, Place Les Cèdres, Place Mon-Village, Saddlebrook, Sandbrook, Sunnybrook y Vallée-Chaline. La autopista 40 atraviesa el norte de Saint-Lazare aunque la carretera 201, al oeste, va a Rigaud al norte y a Saint-Clet al sur. La carretera 340 une el este de la ciudad a Vaudreuil-Dorion al este y a Saint-Clet al oeste. El camino Saint-Angélique une las carreteras 201 y 340, atraviesa el centro de la ciudad.

## Historia
Los primeros habitantes fueron Americanos de Nueva Inglaterra en 1812 y Ingleses de Cumberland en 1820, siguindos por Franco-canadienses. La parroquia católica de Saint-Lazare fue creada por separación de la parroquia de Saint-Michel-de-Vaudreuil. Su nombre honra Lázaro de Betania, hermano de María de Betania y de Marta de Betania, honrandas por los nombres de las parroquias vicinas Sainte-Marie-Madeleine de Rigaud y Sainte-Marthe. En 1875, el municipio de parroquia de Saint-Lazare fur instuido aunque la oficina de correos de Saint-Lazare-de-Vaudreuil abrió en 1878. El municipio se vuelvó una ciudad en 2001.

## Política
Saint-Lazare forma parte del MRC de Vaudreuil-Soulanges y es una de las ciudades que conforman la Comunidad metropolitana de Montreal. El consejo municipal comprende el alcalde y seis consejeros representando seis distritos territoriales. El alcalde actual (2015) es Robert Grimaudo.
|                                  | 2005-2009        | 2009-2013                      | 2013-2017         |
| Alcalde                          | Paul Carzoli     | Pierre Kary* Robert Grimaudo** | Robert Grimaudo   |
| 1 - Saddlebrook - Le Fief        | Paul Laflamme    | Jean-Pierre Giguère#           | Lise Jolicoeur    |
| 2 - Saint-Louis                  | Gaétan Aubé      | Nathalie Richard#              | Pamela Tremblay   |
| 3 - Grand-Pré - Vallée-Chaline   | Brigitte Asselin | Brigitte Asselin               | Brigitte Asselin# |
| 4 - Lac-des-Cèdres - Forest Hill | Michel St-Louis  | Michel Lambert                 | Denis Briard      |
| 5 - Saint-Robert                 | Gaëtan Ménard    | Gilbert Arsenault#             | Serge David       |
| 6 - Cedarbrook                   | Chico Levy       | Jean-Claude Gauthier#          | Richard Nataf     |

* Al inicio del termo pero no al fin.  ** Al fin del termo pero no al inicio. # En el partido del alcalde.
Saint-Lazare forma parte de las circunscripciones electorales de Soulanges a nivel provincial y de Vaudreuil-Soulanges a nivel federal.

## Demografía
Según el censo de Canadá de 2011, había 19 295 personas residiendo en esta ciudad con una densidad de población de 289,6 hab./km². Los datos del censo mostraron que de las 17 016 personas censadas en 2006, en 2011 hubo un aumento poblacional de 2279 habitantes (13,4%). El número total de inmuebles particulares resultó de 6546 con una densidad de 98,26 inmuebles por km². El número total de viviendas particulares que se encontraban ocupadas por residentes habituales fue de 6411.
Evolución de la población total, 1986-2015